# هنر نقش برجسته سنگ در ایران باستان
هنر نقش برجسته سنگ از اواخر هزاره سوم پیش از میلاد توسط تمدن‌های متعددی در ایران باستان انجام می‌شده‌است. ایران با ۹۰ تابلوی شناخته شده در سال ۲۰۰۷ که عمدتاً در استان‌های فارس، کردستان و خوزستان بوده‌است، بیشترین تمرکز نقش برجسته‌های سنگی باستانی خاورمیانه را دارد.
این مقدار با فراوانی مواد سنگی در غرب ایران همخوانی دارد. همچنین این واقعیت را باید در نظر گرفت که هر امپراتوری جدید با الهام گرفتن از پیشینیان خود، هم برای یک موضوع یا یک مکان خاص، وجود خود را با ایجاد تابلوهای جدید نشان می‌دهد و بنابراین باعث تکامل این هنر می‌شود. این نقش برجسته، اگرچه یک هنر منحصراً ایرانی است اما همواره از بیرون تحت تأثیر قرار گرفته‌است.
این نقش‌ها به ویژه در مکان‌های مقدس، واقع در نزدیکی آب یا مسیرهای تجاری باستانی بیان می‌شود. از اوایل قرن هفتم، سیاحان غربی به این هنر اصیل اشاره کرده‌اند. توصیفات آنها از قرن چهاردهم اصلاح شد و از قرن نوزدهم موضوع تحقیقات علمی بود. اولین نقش برجسته‌ها، صحنه‌های تحلیف و پیروزی الهی است که توسط لولوبی‌ها حک شده است. 

## ویژگی‌های اصلی

### هنر معمول در فلات ایران
در دوران باستان چندین امپراتوری قدرتمند در فلات ایران پدید آمدند. برخی از پادشاهان به دنبال اعمال قدرت خود و حمایت‌های پایدار بودند. با استفاده از مصالح سنگ سخت که مخصوصاً در ایران معمول است، نقاشی‌های دیواری از سنگ تراشیده شده‌اند. مکان‌های یکسان اغلب توسط چندین امپراتوری متوالی استفاده شده‌اند، که در نتیجه این هنر چه در بعد مکانی و چه در زمان تداوم یافته‌است.
تقریباً تمامی این نقش‌ها در استان‌های غربی کشور از جمله فارس، خوزستان و کرمانشاه هستند. از آن زمان تاکنون، سه نقش برجسته دیگر کشف شده است که به آنها یک نقش برجسته در خارج از ایران کنونی، در افغانستان، اضافه شده است.بنابراین آنها بزرگترین تمرکز نقش برجسته‌های سنگی باستانی خاورمیانه را تشکیل می‌دهند. این موارد ویژگی‌های یک هنر معمولی ایرانی را به این حرفه می‌بخشد.

## هنر هزار ساله

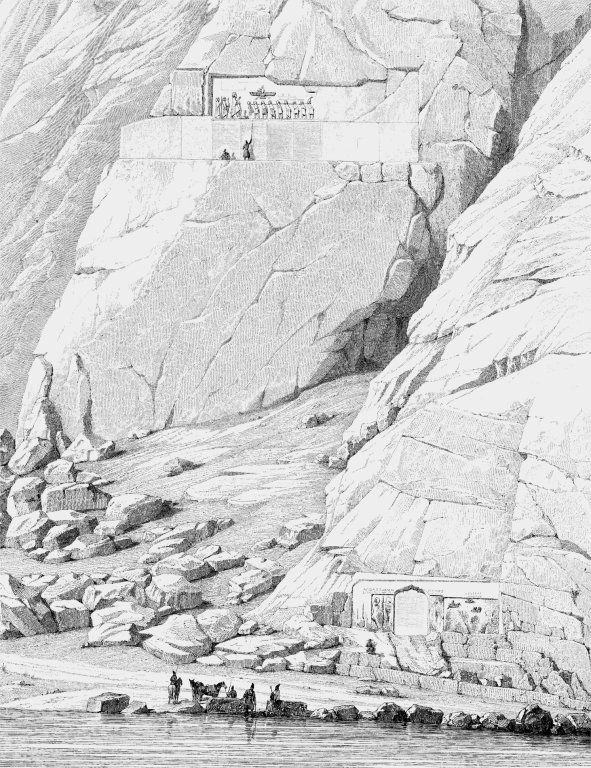
نقش برجسته قرن هفتم هخامنشی و اشکانی در بیستون

اولین نقش برجسته‌ها، در آغاز هزاره دوم قبل از میلاد ساخته شد.هنر تقش صخره‌ای ایلامی الهام‌بخش آثاری شد که توسط امپراتوری‌های بعدی توسعه یافته‌اند، تا جایی که تابلوهای صخره‌ای ایلامی، هخامنشی، سلوکی، اشکانی و سپس ساسانیان در همان مکان‌ها کنده کاری شده‌اند. این مکان‌ها همچنانکه در نقش رستم، بیستون یا ایذه، دیده می‌شود دارای یک شخصیت مقدس ماندگار هستند.اصل به نمایش گذاشتن مخاطبان نشسته بر تخت، لباس، یا استفاده از چندین نگارش، علائمی بر نقش برجسته‌های هخامنشی است.
ساسانیان پس از رهایی از سلطه اشکانیان و برای مشروعیت بخشیدن به سلسله خود، به دنبال معرفی خود به عنوان ادامه سلسله هخامنشی، بنیانگذار اولین امپراتوری ایران بودند؛ بنابراین تاریخ قدیم ایران اردشیر اول را از نوادگان هخامنشیان معرفی می‌کند و اسطوره‌ای که از او الهام می‌شود بازتاب کوروش کبیر است.علاوه بر این، ساسانیان در طول چهار قرن حکومت خود به کرات با گسترش رومیان و مسیحیان مواجه شدند. در کنار طبقه‌بندی، سازماندهی و سپس تثبیت دین زرتشتی به عنوان یک دین دولتی، از تأیید هویت به عنوان حلقه اتحاد استفاده می‌شد.
تقریباً تمام پادشاهان اولیه ساسانی، به استثنای اردشیر دوم، لوح دیواری دارند. (دوران هرمز یکم و بهرام سوم کوتاهتر از آن بود که تابلوهایی ساخته شود). بدین ترتیب در قرن‌های اول بیشتر نقش برجسته‌های ساسانی ساخته شده‌است.
پس از این دوره پر رونق، به نظر می‌رسید هنر برای یک دوره تقریبا دو قرن از بین رفت و هیچ تابلویی  در آن مدت تولید نشد.تا اینکه در زمان خسرو دوم، آخرین فرمانروای مهم ساسانی، بود که برای آخرین بار در طاق بستان نقاشی‌های دیواری کشیده شد.  سنت هزار ساله نقش برجسته سنگی تا پایان امپراتوری ساسانی دوام نیاورد. فتح ایران توسط مسلمانان در قرن هفتم پس از میلاد و ظهور قرون وسطی ایرانی به این هنر کهن پایان داد. سنت هزار ساله نقش برجسته سنگی تا پایان امپراتوری ساسانی دوام نیاورد. فتح ایران توسط مسلمانان در قرن هفتم پس از میلاد و ظهور قرون وسطی ایرانی به این هنر کهن پایان داد. 